# La Ilustración Filipina
La Ilustración Filipina fue un semanario ilustrado hispano-filipino editado en Manila entre 1891 y 1895.

## Historia
La publicación, de carácter ilustrado y con unas dimensiones de 32x22 centímetros, sacó su primer número a la calle el 7 de noviembre de 1891. La Ilustración Filipina se editaba con carácter semanal. Fue fundada por José Zaragoza y Aranquizna, quien también sería su editor y propietario. Su hermano, el pintor Miguel Zaragoza, también fue editor de la publicación.
No debe confundirse con la Ilustración Filipina, revista ilustrada que se editó entre 1859 y 1860.
Su último número es del 28 de febrero de 1895.